# City Baby Attacked by Rats
 (juillet 2017).
Si vous disposez d'ouvrages ou d'articles de référence ou si vous connaissez des sites web de qualité traitant du thème abordé ici, merci de compléter l'article en donnant les références utiles à sa vérifiabilité et en les liant à la section « Notes et références ».
Albums de G.B.H.
Leather, Bristles, Studs, And Acne
(1981) City Babys Revenge
(1984)
Singles
1. No Survivors
Sortie : 1982
2. Sick Boy
Sortie : 1982

City Baby Attacked by Rats est le premier album du groupe punk rock hardcore britannique G.B.H., à cette époque nommé Charged GBH, sorti en 1982 chez Clay Records.
L'album est ré-édité en CD, en 1998, par Receiver Records avec 5 titres bonus et, en 2002, par Captain Oi!, le label leader des rééditions d'albums punk, dans une version remastérisée incluant un 6e titre bonus.
Il est considéré comme un point de repère dans le développement du punk hardcore, en particulier de la scène britannique de 1982

## Liste des titres
Toutes les chansons sont écrites et composées par G.B.H..
|       | 'Face A'                   |      |
| A1.   | Time Bomb                  | 2:26 |
| A2.   | Sick Boy                   | 2:30 |
| A3.   | Wardogs                    | 1:27 |
| A4.   | Slut                       | 2:30 |
| A5.   | Maniac                     | 2:09 |
| A6.   | Gunned Down                | 2:32 |
|       | 'Face B'                   |      |
| A7.   | I Am the Hunted            | 2:50 |
| B1.   | City Baby Attacked by Rats | 2:32 |
| B2.   | The Prayer of a Realist    | 2:27 |
| B3.   | Passenger on the Menu      | 2:48 |
| B4.   | Heavy Discipline           | 2:08 |
| B5.   | Boston Babies              | 2:05 |
| B6.   | Bellend Bop                | 5:07 |
| 33:30 |                            |      |

| Titres bonus - Réédition CD Royaume-Uni (Receiver Records Limited, 1998) | Titres bonus - Réédition CD Royaume-Uni (Receiver Records Limited, 1998) | Titres bonus - Réédition CD Royaume-Uni (Receiver Records Limited, 1998) | Titres bonus - Réédition CD Royaume-Uni (Receiver Records Limited, 1998) | Titres bonus - Réédition CD Royaume-Uni (Receiver Records Limited, 1998) | Titres bonus - Réédition CD Royaume-Uni (Receiver Records Limited, 1998) | Titres bonus - Réédition CD Royaume-Uni (Receiver Records Limited, 1998) | Titres bonus - Réédition CD Royaume-Uni (Receiver Records Limited, 1998) | Titres bonus - Réédition CD Royaume-Uni (Receiver Records Limited, 1998) | Titres bonus - Réédition CD Royaume-Uni (Receiver Records Limited, 1998) |
| No                                                                       | Titre                                                                    | Durée                                                                    |                                                                          |                                                                          |                                                                          |                                                                          |                                                                          |                                                                          |                                                                          |
| ------------------------------------------------------------------------ | ------------------------------------------------------------------------ | ------------------------------------------------------------------------ | ------------------------------------------------------------------------ | ------------------------------------------------------------------------ | ------------------------------------------------------------------------ | ------------------------------------------------------------------------ | ------------------------------------------------------------------------ | ------------------------------------------------------------------------ | ------------------------------------------------------------------------ |
| 14.                                                                      | No Survivors                                                             | 2:35                                                                     |                                                                          |                                                                          |                                                                          |                                                                          |                                                                          |                                                                          |                                                                          |
| 15.                                                                      | Self Destruct                                                            | 2:01                                                                     |                                                                          |                                                                          |                                                                          |                                                                          |                                                                          |                                                                          |                                                                          |
| 16.                                                                      | Big Women                                                                | 2:17                                                                     |                                                                          |                                                                          |                                                                          |                                                                          |                                                                          |                                                                          |                                                                          |
| 17.                                                                      | Am I Dead Yet?                                                           | 2:32                                                                     |                                                                          |                                                                          |                                                                          |                                                                          |                                                                          |                                                                          |                                                                          |
| 18.                                                                      | Slit Your Own Throat                                                     | 2:09                                                                     |                                                                          |                                                                          |                                                                          |                                                                          |                                                                          |                                                                          |                                                                          |
| 45:50                                                                    |                                                                          |                                                                          |                                                                          |                                                                          |                                                                          |                                                                          |                                                                          |                                                                          |                                                                          |

| Titres bonus - Réédition CD remastérisée Royaume-Uni (Captain Oi!, 2002) | Titres bonus - Réédition CD remastérisée Royaume-Uni (Captain Oi!, 2002) | Titres bonus - Réédition CD remastérisée Royaume-Uni (Captain Oi!, 2002) | Titres bonus - Réédition CD remastérisée Royaume-Uni (Captain Oi!, 2002) | Titres bonus - Réédition CD remastérisée Royaume-Uni (Captain Oi!, 2002) | Titres bonus - Réédition CD remastérisée Royaume-Uni (Captain Oi!, 2002) | Titres bonus - Réédition CD remastérisée Royaume-Uni (Captain Oi!, 2002) | Titres bonus - Réédition CD remastérisée Royaume-Uni (Captain Oi!, 2002) | Titres bonus - Réédition CD remastérisée Royaume-Uni (Captain Oi!, 2002) | Titres bonus - Réédition CD remastérisée Royaume-Uni (Captain Oi!, 2002) |
| No                                                                       | Titre                                                                    | Durée                                                                    |                                                                          |                                                                          |                                                                          |                                                                          |                                                                          |                                                                          |                                                                          |
| ------------------------------------------------------------------------ | ------------------------------------------------------------------------ | ------------------------------------------------------------------------ | ------------------------------------------------------------------------ | ------------------------------------------------------------------------ | ------------------------------------------------------------------------ | ------------------------------------------------------------------------ | ------------------------------------------------------------------------ | ------------------------------------------------------------------------ | ------------------------------------------------------------------------ |
| 19.                                                                      | Sick Boy (single version)                                                | 2:34                                                                     |                                                                          |                                                                          |                                                                          |                                                                          |                                                                          |                                                                          |                                                                          |
| 48:00                                                                    |                                                                          |                                                                          |                                                                          |                                                                          |                                                                          |                                                                          |                                                                          |                                                                          |                                                                          |

## Crédits
| - Colin Abrahall : chant - Colin « Jock » Blyth : guitare - Ross Lomas : basse - Andrew « Wilf » Williams : batterie | - Production : Mike "Clay" Stone - Mastering : Tim Turan - Ingénierie : Frank Skarth - Artwork : Tina Simmons - Illustration : Bob Williams |